# Georg Sigismund Lakits
Georg Sigismund Lakits oder Juraj Zigmund Lakits (auch Jorge Sigismundo Lackics; * 25. November 1739 in Podler, Komitat Eisenburg; † 8. Januar 1819 in Preßburg) war ein ungarischer Rechtswissenschaftler und Hochschullehrer.

## Leben
Lakits konnte mit Unterstützung des Grafen Sigismund I. Batthyány die Schule von Kőszeg absolvieren, ebenso wie das Philosophiestudium an den Universitäten von Graz und Wien und das Studium der Rechte in Wien, unter anderem unter Josef Anton von Riegger. Seien Spezialgebiet wurde das Kirchenrecht.
Lakits kam zunächst nach dem Studium als Juristenrepetent an die Theresianische Ritterakademie. 1769 erhielt er einen Ruf als ordentlicher Professor des Kirchenrechts an die Universität Innsbruck. 1770 wechselte er als Professor des Kirchenrechts an die Universität Tyrnau, an der er 1773 das Amt des Rektors übernahm. Zudem wurde ihm die Leitung der Universitätsbibliothek übertragen. 1777 wechselte die Universität ihren Standort nach Ofen. 1780 bis 1782 konnte er krankheitsbedingt seinen Dienst nicht wahrnehmen. 1782 kehrte er als königlicher Bücherzensor, Mitglied der wissenschaftlichen Kommission und Direktor der juridischen Fakultät an die Universität Ofen zurück. 1789 wurde er Direktor der Universitätsdruckerei.
Lakits wurde 1780 zum 1780 Rat der ungarischen Ungarische Hofkanzlei. Außerdem war er Hofrat.

## Werke (Auswahl)
- Iuris publici ecclesiastici Pars generalis, Graffer, Wien 1774.
- Praecognita iuris ecclesiastici universi, Graffer, Wien 1775.
- Institutiones juris ecclesiastici, 3 Bände, Wien 1779–1781.
- Praelectiones canon. de legitima episcoporum instituendorum ... ratione, Sonnenleitner, Wien 1783.
- De haereditario succedendi iure ducum primum, deinde regum Hungaria, Binz, Wien 1809.